# Ottochloa grandiflora
Ottochloa grandiflora är en gräsart som beskrevs av Pieter Jansen. Ottochloa grandiflora ingår i släktet Ottochloa och familjen gräs. Inga underarter finns listade i Catalogue of Life.